# Eliminatórias da Copa do Mundo de Rugby de 2011 - África
As Eliminatórias para a Copa do Mundo de Rugby de 2011, na Nova Zelândia, foi realizadas entre os dias 11 de maio de 2008 e 28 de novembro de 2009. O torneio classificou uma seleção diretamente, a Namíbia e outra seleção para a repescagem, a Tunísia.

## Play-off de Qualificação
| 11 de Maio 2008 |      |         |        |
| Camarões        | 26-6 | Nigéria | Iaundé |
|                 |      |         | Iaundé |

| 11 de Maio 2008 |      |           |          |
| Botswana        | 25-7 | Essuatíni | Gaborone |
|                 |      |           | Gaborone |

## Fase de grupos
O vencedor de cada grupo entram as semi-finais. Os grupos foram formados de acordo com o Rankng Mundial da IRB.

### Grupo A
| 14 de junho 2008 |       |         |       |
| Senegal          | 10-13 | Namíbia | Dakar |
|                  |       |         | Dakar |

|          |           |         |        |
| Zimbabwe | Não jogou | Senegal | Harare |
|          |           |         | Harare |

| 2 de agosto 2008 |       |          |                                     |
| Namíbia          | 35-21 | Zimbabwe | Hage Geingob Rugby Stadium,Windhoek |
|                  |       |          | Hage Geingob Rugby Stadium,Windhoek |

#### Tabela
| Seleção  | Vitórias | Empates | Derrotas | Pontos a favor | Pontos contra | Bônus | Pontos |
| -------- | -------- | ------- | -------- | -------------- | ------------- | ----- | ------ |
| Namíbia  | 2        | 0       | 0        | 48             | 31            | 1     | 9      |
| Senegal  | 0        | 0       | 1        | 10             | 13            | 1     | 1      |
| Zimbabwe | 0        | 0       | 1        | 21             | 35            | 0     | 0      |

### Grupo B
| 14 de junho 2008 |       |          |        |
| Zâmbia           | 18-29 | Marrocos | Lusaka |
|                  |       |          | Lusaka |

| 14 de julho 2008 |      |        |         |
| Costa do Marfim  | 32-9 | Zâmbia | Abidjan |
|                  |      |        | Abidjan |

| 2 de agosto 2008 |      |                 |            |
| Marrocos         | 9-21 | Costa do Marfim | Casablanca |
|                  |      |                 | Casablanca |

#### Tabela
| Seleção         | Vitórias | Empates | Derrotas | Pontos a favor | Pontos contra | Bônus | Pontos |
| --------------- | -------- | ------- | -------- | -------------- | ------------- | ----- | ------ |
| Costa do Marfim | 2        | 0       | 0        | 53             | 18            | 1     | 9      |
| Marrocos        | 1        | 0       | 1        | 38             | 40            | 1     | 5      |
| Zâmbia          | 0        | 0       | 2        | 28             | 61            | 0     | 0      |

### Grupo C
| 14 de junho 2008 |       |         |         |
| Camarões         | 10-16 | Tunísia | Yaoundé |
|                  |       |         | Yaoundé |

| 12 de julho 2008 |      |          |         |
| Quênia           | 76-8 | Camarões | Nairobi |
|                  |      |          | Nairobi |

| 2 de agosto 2008 |       |        |       |
| Tunísia          | 44-15 | Quênia | Tunis |
|                  |       |        | Tunis |

#### Tabela
| Seleção  | Vitórias | Empates | Derrotas | Pontos a favor | Pontos contra | Bônus | Pontos |
| -------- | -------- | ------- | -------- | -------------- | ------------- | ----- | ------ |
| Tunísia  | 2        | 0       | 0        | 60             | 25            | 1     | 9      |
| Quênia   | 1        | 0       | 1        | 91             | 52            | 1     | 5      |
| Camarões | 0        | 0       | 2        | 18             | 92            | 1     | 0      |

### Grupo D
| 14 de junho 2008 |       |        |          |
| Botswana         | 10-27 | Uganda | Gaborone |
|                  |       |        | Gaborone |

| 12 de julho 2008 |       |          |              |
| Madagáscar       | 45-15 | Botswana | Antananarivo |
|                  |       |          | Antananarivo |

| 2 de agosto 2008 |       |            |         |
| Uganda           | 32-22 | Madagáscar | Kampala |
|                  |       |            | Kampala |

#### Tabela
| Seleção    | Vitórias | Empates | Derrotas | Pontos a favor | Pontos contra | Bônus | Pontos |
| ---------- | -------- | ------- | -------- | -------------- | ------------- | ----- | ------ |
| Uganda     | 2        | 0       | 0        | 59             | 32            | 2     | 10     |
| Madagáscar | 1        | 0       | 1        | 67             | 47            | 1     | 5      |
| Botswana   | 0        | 0       | 2        | 25             | 27            | 1     | 0      |

## Semifinais
| 13 de junho 2009 |       |         |         |
| Uganda           | 17-41 | Tunísia | Kampala |
|                  |       |         | Kampala |

| 14 de junho 2009 |       |         |         |
| Costa do Marfim  | 13-13 | Namíbia | Abidjan |
|                  |       |         | Abidjan |

| 27 de junho 2009 |       |        |                        |
| Tunísia          | 38-13 | Uganda | Stade El Menzah, Tunis |
|                  |       |        | Stade El Menzah, Tunis |

| 27 de junho 2009 |       |                 |                                     |
| Namíbia          | 54-14 | Costa do Marfim | Hage Geingob Rugby Stadium,Windhoek |
|                  |       |                 | Hage Geingob Rugby Stadium,Windhoek |

Qualificadas para a final Namíbia e Tunísia.

## Final
| 14 de novembro 2009 |       |         |                        |
| Tunísia             | 13-18 | Namíbia | Stade El Menzah, Tunis |
|                     |       |         | Stade El Menzah, Tunis |

| 28 de novembro 2009 |       |         |                                     |
| Namíbia             | 22-10 | Tunísia | Hage Geingob Rugby Stadium,Windhoek |
|                     |       |         | Hage Geingob Rugby Stadium,Windhoek |